# Saint-Denis-sur-Scie
Saint-Denis-sur-Scie é uma comuna francesa na região administrativa da Normandia, no departamento de Sena Marítimo. Estende-se por uma área de 8,73 km². Em 2010 a comuna tinha 689 habitantes (densidade: 78,9 hab./km²).